# Dennis Rogers
Dennis Rogers é um homem estadunidense que ficou famoso após aparecer no programa Os Super Humanos de Stan Lee, que é exibido no History Channel.
Ele é considerado o homem mais forte do mundo. Já ganhou vários concursos de queda de braço durante a sua vida e nos últimos anos tem se dedicado a destruir, entortar e levantar todo o tipo de coisa. Ele é capaz de entortar ferramentas apenas com as mãos, arrastar uma motocicleta em movimento, entre outras coisas. No programa, Os Super Humanos de Stan Lee, alguns testes científicos foram feitos e descobriu-se o seu segredo. Ele nasceu com a incrível capacidade de acionar muito mais fibras musculares do que um ser humano comum, assim seus músculos são muito mais eficientes e logo muito mais fortes..
Por conta desta habilidade, ele já apareceu em alguns programas de TV, como The Oprah Winfrey Show e no especial Dare to Dream: A Concert for Hope.